# The Naulahka (film)
The Naulahka er en amerikansk stumfilm fra 1918 af George Fitzmaurice.

## Medvirkende
- Antonio Moreno - Nicholas Tarvin
- Doraldina - Sitahbai
- Helene Chadwick - Kate
- J.H. Gilmour - Mutrie
- Warner Oland - Maharajah